# Oreocharis henryana
Oreocharis henryana là một loài thực vật có hoa trong họ Tai voi. Loài này được Oliv. mô tả khoa học đầu tiên năm 1890.